# Доње блатештичко језеро
Доње блатештичко језеро је глацијално језеро на Шар-планини у Србији. Смештено је у Блатештичком цирку на надморској висини од 2.160 метара. Налази се око шест километара југозападно од Штрпца. Ширина језера износи 13, а дужина око 32 метра, док је обим 78 метара. Највећа дубина је 60 сантиметара и провидно је до дна.
Језеро се храни водом из Горњег блатештичког језера, оцеђивањем кроз моренски материјал, а има своју отоку, која чини леви крак Блатештичке реке, притоке Лепенца.